# Буковець-Старий
Буковець-Старий (пол. Bukowiec Stary) — село в Польщі, у гміні Опалениця Новотомиського повіту Великопольського воєводства.
У 1975-1998 роках село належало до Познанського воєводства.